# Polygontåg

Ett enkelt polygontåg

Ett polygontåg är en sammanhängande (men ej nödvändigtvis sluten) kurva bildad av sträckor som sammanbinder ett antal punkter (polygonpunkter). Punkterna kallas polygontågets hörn. Polygontåg används för att beräkna kurvlängder.
Namnet polygon har sitt ursprung i grekiskan och betyder "många vinklar" (poly gon).
Hos artilleriets fältmätare kallas detta kompassvinkeltåg.